# Mythimna manducata
Mythimna manducata är en fjärilsart som beskrevs av Emilio Berio 1973. Mythimna manducata ingår i släktet Mythimna och familjen nattflyn. Inga underarter finns listade i Catalogue of Life.